# محسن خان‌جهانی

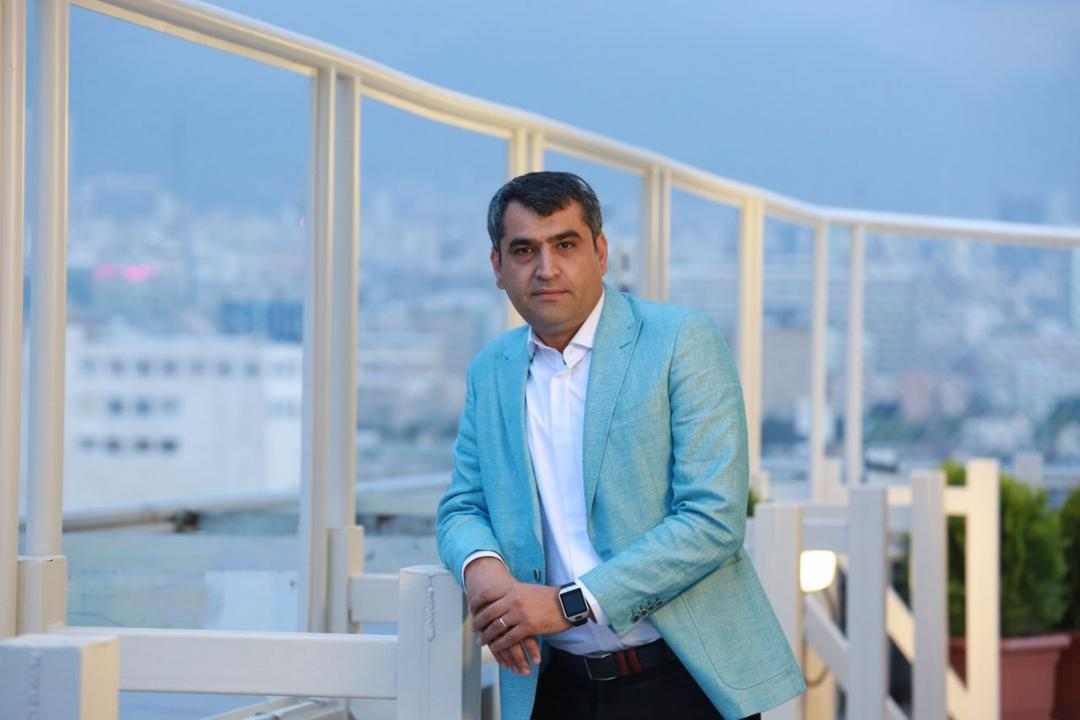
محسن خانجهانی [https://www.khabaronline.ir/news/1572635/%D8%B1%D8%B3%D9%88%D9%84-%D8%B5%D8%AF%D8%B1%D8%B9%D8%A7%D9%85%D9%84%DB%8C-%D8%A8%D8%B1-%D8%B3%D8%B1%D8%AE%D8%A7%DA%A9-%D9%85%D8%B3%D8%AA%D9%86%D8%AF-%D9%85%D9%87%D9%85%DB%8C-%D8%A7%D8%B3%D8%AA

محسن خان‌جهانی کارگردان سینمای مستند ایرانی است. او برای فیلم مستند 
آزادراه به عنوان نامزد جشنواره فیلم فجر معرفی شده‌است. همچنین آثار این سینماگر مستندساز در رقابت‌های متعدد ملی نامزد و برگزیده جوایزی شده‌است. برخی از آثار او نیز در رقابت‌ها و جشنواره‌های جهانی شرکت کرده و از آن جمله می توان به حضور پی در پی در جشنواره فیلم‌های ورزشی میلان اشاره کرد وحضور  در دیگر کشورها  که به نمایش درآمده است.

## زندگی‌نامه
محسن خان‌جهانی زاده (۱۴ اردیبهشت) سال ۱۳۵۸ در شهر ری به دنیا آمده‌است. دوره فیلم‌سازی را در انجمن سینمای جوانان ایران گذرانده‌است، فعالیت هنری را در سینما با ساخت فیلم‌های کوتاه آغاز کرد. او اوائل دهه هشتاد خورشیدی نخستین فیلم کوتاه خود را با نام «توپ من» ساخت.

## فیلم‌شناسی
محسن خان‌جهانی در دو حوزه فیلم مستند و فیلم کوتاه فعالیت کرده‌است.
آثار مستند
| سال ساخت | نام فیلم             | خلاصه داستان | جوایز و اکران‌ها |
| -------- | -------------------- | --- | --- |
| ۱۴۰۱     | مثل درخت             | مثل درخت این فیلم مستند نگاهی دارد به یک شخصیت کار آفرین ( فضل الله جواهری ) که سالهای زیادی از زندگیش به کار و ایجاد شغل برای مردم علاقمند است                                          | |
| ۱۴۰۰     |                      | | |
| ۱۳۹۹     | A.B.C.D              | مستندA.B.C.D روایتی از روزگار کروناست. کارگردان در این مستند به سراغ شهر خالی از سکنه‌ای رفتند که یک ویروس تاج‌دار عامل اصلی آن بود.                                                       | شرکت چهاردهمین جشنواره سینما حقیقت |
| ۱۳۹۸     | بر سرخاک             | فیلم دربارهٔ فرسایش خاک و فرونشست‌ها ی زمین بود و به موضوع محیط زیست می‌پرداخت. | برگزیده جایزه ویژه هیئت داوران چهاردهمین دوره جشنواره بین‌المللی سینما حقیقت. |
| ۱۳۹۵     | یک میخ و چند کت      | دربارهٔ انتخابات مجلس شورای اسلامی در استان زنجان است. | از شبکه مستند تلویزیون ایران پخش شد. |
| ۱۳۹۳     | گزارش یک بازپرس      | فیلم دربارهٔ قاضی محمد شهریاری بازپرس ویژه قتل و سرپرست دادسرای جنایی در شهر تهران است.                                                                                                   | در هشتمین جشنواره بین‌المللی سینما حقیقت به نمایش درآمد. |
| ۱۳۹۲     | آزادراه              | ساخت آزادراه تهران- شمال را با دیدی انتقادی به تصویر می‌کشد. | نامزد دریافت سیمرغ بلورین بهترین مستند و نیز نامزد دریافت سیمرغ بلورین بهترین تحقیق و پژوهش در سی‌وسومین دوره جشنواره فیلم فجر شد.در هشتمین دوره جشنواره بین‌المللی سینما حقیقت به نمایش درآمد. مستند آزادراه در سال ۱۳۹۴ در گروه هنر و تجربه به اکران عمومی درآمد.                                                                                           |
| ۱۳۹۲     | انتهای خیابان پاستور | مستندی دربارهٔ انتخاب دوره اول ریاست جمهوری حسن روحانی است. | این مستند در جشنواره سینما حقیقت به نمایش درآمد. همچنین سال ۱۳۹۶ در گروه هنر و تجربه اکران شد. |
| ۱۳۹۱     | صندلی شماره ۲۵۷      | دربارهٔ انتخابات مجلس شورای اسلامی در شهرستان ماهنشان است. | نامزد دریافت سیمرغ بلورین بهترین فیلم بخش مسابقه فیلم‌های مستند سی‌امین جشنواره فیلم فجر شد. به عنوان مستند برگزیده بخش سیاسی جشنواره سینما حقیقت معرفی شد. از سال ۱۳۹۰ همچنان پس از چند نمایش کوتاه توقیف نمایش است |
| ۱۳۹۱     | برد - برد            | فیلمی مستند درمورد مردم روستایی است که درگیر جواب دادن به پیامک رئیس‌جمهور هستند و از طرفی می‌خواهند مذاکرات جهانی را با مذاکرات داخلی روستای خود رقم بزنند و درمورد کمبود آب مذاکره کنند. | اکران در بخش مسابقه دهمین جشنواره بین‌المللی سینما حقیقت |
| ۱۳۸۹     | شهر پولکی            | موضوع نظام بانکداری ایران ساخته شده‌است. | در پنجمین جشنواره سینما حقیقت جایزه بهترین فیلم اقتصادی سال را گرفت. |
| ۱۳۸۸     | کلاه شیشه‌ای          | دربارهٔ یگان ویژه پلیس به عنوان تامین‌کنندگان امنیت مسابقات فوتبال بود. | مستند در جشنواره سینما حقیقت شرکت کرد. سال ۱۳۸۹ بهترین کارگردانی نهمین دوره جشنواره فیلم‌های ورزشی را دریافت کرد. پس از آن در جشنواره فیلم‌های ورزشی میلان شرکت کرد. در چهارمین جشنواره فیلم پلیس شرکت کرد و جایزه بهترین فیلم مستند را گرفت. همچنین در بیست و ششمین جشنواره فیلم کوتاه تهران در سال ۱۳۸۸ و در بیست و هشتمین جشنواره فیلم فجر به نمایش درآمد. |
| ۱۳۸۷     | یار دبستانی          | دربارهٔ سرود معروف یار دبستانی است. | سال ۱۳۸۸ در بخش مسابقه فیلم‌های مستند بیست و ششمین جشنواره فیلم کوتاه تهران و در بیست و هشتمین جشنواره بین‌المللی فیلم فجر شرکت کرد. |
| ۱۳۸۷     | کلید                 | دربارهٔ کلیددار استادیوم آزادی است. | در ششمین جشنواره فیلم‌های ورزشی تهران و در جشنواره فیلم کوتاه تهران، همچنین سومین جشنواره فیلم شهر و نیز جشنواره بین‌المللی فیلم‌های ورزشی میلان ایتالیا شرکت کرد. حضور در جشنواره بادالونا فیلم بارسلون از دیگر اکران‌های این فیلم است. |
| ۱۳۸۷     | سند آزادی            | فیلمی دربارهٔ حافظان قران که از زندان آزاد می‌شوند. | در جشنواره بین‌المللی سینما حقیقت حضور داشت. |
| ۱۳۸۶     | خاطرات یک قاضی       | دربارهٔ داوری فوتبال به روایت مسعود مرادی داور بین‌المللی فوتبال ایران است. | در سومین جشنواره فیلم شهر حضور داشته‌است. همچنین در جشنواره بین‌المللی فیلم‌های ورزشی میلان ایتالیا به نمایش درآمد. |
| ۱۳۸۵     | ارتفاع ۴۳۷           | به زندگی و کار و مشکلات کارگران شاغل در برج میلاد تهران پرداخت. | محسن خان‌جهانی با این فیلم مستند در اولین جشنواره بین‌المللی سینما حقیقت در تهران شرکت کرد. همچنین در دومین جشنواره بین‌المللی فیلم‌های صنعتی ایران جایزه بهترین فیلم مستند را گرفت. همچنین در سومین جشنواره فیلم شهر حضور داشت. |
| ۱۳۸۵     | محسن فیلم می‌سازد     | ---- | در دو بخش مسابقه فیلم‌های مستند و تجربی جشنواره گیبارا کوبا شرکت کرد. |
| ۱۳۸۴     | خواهران حافظ         | دربارهٔ دو خواهر حافظ قرآن است | فیلم در بخش مسابقه مستند بیست و چهارمین جشنواره بین‌المللی فیلم فجر و سینما حقیقت حضور داشت. |
| ----     | اجیر                 | ---- | مستند تلویزیونی ساخته سال ۱۳۸۶با حضور مجید مظفری، مهران رجبی و سمیرا سیاح |
| ۱۳۸۳     | من لیدر هستم         | این فیلم مستندی ورزشی‌ست که حضور لیدرهای در فوتبال ایران را بررسی می‌کند. | من لیدر هستم در جشنواره فیلم کوتاه تهران به نمایش درآمد. همچنین این اثر سال ۱۳۹۷ در جشنواره بین‌المللی فیلم‌های ورزشی میلان ایتالیا شرکت کرد. |

فیلم کوتاه
فیلم کوتاه «توپ من» ساخت ۱۳۸۰ شرکت در جشنواره فیلم کودک و نوجوان اصفهان کسب جایزه بهترین فیلم کوتاه بخش گفت وگوی تمدن‌ها را از سی و یکمین جشنواره فیلم رشد از دست‌آوردهای این اثر بود. همچنین نماز آخر ساخت سال ۱۳۸۱، یک روز تعطیل ساخته ۱۳۸۱ و آخرین مرد روستا ساخته ۱۳۸۳ و… از دیگر فیلم‌های کوتاه داستانی این سینماگر است. فعالیت او در زمینه فیلم کوتاه توأم با دست‌آوردهایی از قبیل برگزیده شدن جایزه ویژه هیئت داوران نمایشگاه بین‌المللی قران کریم، جایزه بهترین کارگردانی جشنواره فیلم کوتاه رحمت، جایزه بهترین فیلم داستانی جشنواره نماز و نیایش را به همراه داشته‌است. حضور در بخش مسابقه نوزدهمین جشنواره فیلم کوتاه تهران و نیز نمایش آخرین مرد روستا از شبکه دو تلویزیون ایران از دیگر فعالیت‌های او در این حوزه بوده‌است. 

## دیگر فعالیت‌ها
این مستندساز عضو انجمن مستند سازان سینمای ایران و عضو انجمن فیلم کوتاه ایران و عضو انجمن تهیه‌کنندگان سینما مستند خانه سینمای ایران می‌باشد. از جمله کنشگران مطالبات صنفی بوده‌است.
محسن خان جهانی یک دوره عضو هیئت مدیره انجمن مستند سازان سینمای ایران در سال ۱۳۸۷ بوده‌است. محسن خان جهانی در سال هزارو سیصد و نود دو هفت به عنوان رئیس دهمین جشن مستقل سینمای مستند ایران انتخاب شد.
او در بیست و یکمین جشن تصویر در سال ۱۴۰۳ از سوی سیف الله صمدیان (بنیانگذار و دبیر دائمی جشن تصویر سال ) به عنوان دبیر افتخاری بخش محیط زیست معرفی شد. و همچنین عضو هیئت انتخاب بخش فیلم مستند معرفی شد. وب|نشانی 
پیوند=https://www.mehrnews.com/news
محسن خان جهانی دبیر افتخاری بخش محیط زیست  تصویر سال
او همچنین داور جشنواره فیلم‌های ورزشی در دوازدهمین دوره برگزاری این رویداد شد.
فیلم‌های این مستندساز در سال ۱۳۹۶ در دانشگاه مک گیل شهر مونترال کانادا به نمایش درآمد و مورد استقبال دانشجویان قرار گرفت. 